# Михайло Гарабурда
Михайло Гарабурда гербу Абданк (д/н — 1586) — білоруський магнат, державний діяч Речі Посполитої, меценат, дипломат.

## Життєпис
Походив з впливового та заможного білоруського роду Гарабурд. Син білоруського магната Богдана Гарабурди. З 1559 року працював у канцелярії Великого князівства Литовського, у — 1566 її писарем. Виконував дипломатичні доручення під час Лівонської війни. У 1559 та 1561 роках їздив до кримського хана Девлета I Ґерая з метою заручитися його підтримкою проти Москви. У 1563–1564 та 1566 роках входив до посольства до Московії, був його секретарем, у 1571 та 1572–1573 роках — очолював посольства Речі Посполитої до московського царя. Займався веденням перемовин про можливе обрання на трон Речі Посполитої царевича Федора в разі його переходу до католицизму. За успішну дипломатичну діяльність — укладення перемир'я — був обраний писарем великим литовським, пізніше за звинуваченням у прагненні передати Московії Лівонію в обмін на Полоцьк був відсторонений від дипломатичної служби.
У 1579–1581 роках Михайло Гарабурда був у військах. У 1582 році брав участь в укладанні Ям-Запольського перемир'я, входив до складу посольства в Москву. Був прихильником ідеї про об'єднання потуг Речі Посполитої та Московії за допомогою дипломатичних методів, як особистої унії. З 1584 року обіймав посаду каштеляна мінського. Був послом у Москві у 1585–1586 роках, де вів перемовини про формування антиосманського союзу.
Знаходячись у Москві, придбав рукописи книг, багато з яких згодом були видані у Великому князівстві Литовському.